# Union de Bingen
L'Union de Bingen, en allemand : Binger Kurverein, est une alliance formée le 17 janvier 1424 entre les électeurs du Saint-Empire romain germanique et dirigée contre la politique du roi Sigismond de Luxembourg. À l'exception du roi de Bohême - Sigismond exerçait cette fonction à la même époque - les six autres électeurs en faisaient partie. L’objectif était de protéger les droits des électeurs et de l’empire ainsi que d’avoir une voix plus forte dans la politique impériale.

## Histoire
Les six princes-électeurs, l'archevêque de Cologne Dietrich II von Moers, l' archevêque de Mayence Konrad III de Dhaun, l'archevêque de Trèves Otto von Ziegenhain, Louis III du Palatinat, Frédéric Ier de Saxe et Frédéric Ier de Brandebourg se réunirent à Bingen am Rhein le 17 janvier 1424 .
Il a été convenu qu'à l'avenir, les différends entre les électeurs eux-mêmes seraient résolus de manière pacifique. Ils décidèrent également de combattre les Hussites. Dans l’éventualité d’un nouveau schisme au sein de l’Église, les électeurs voulaient s’en tenir à une ligne commune. Ils décidèrent également d'agir ensemble sur les questions importantes de l'empire et des électeurs. Pour ce faire, ils ont conclu un pacte qui durerait toute la vie des partenaires signataires.
La principale raison en était la critique du roi Sigismond. Lui, parti en Hongrie en 1418, fut accusé d'avoir abandonné l'empire face aux guerres hussites. Les électeurs se considéraient donc en droit d’assumer eux-mêmes les tâches impériales les plus élevées. Cependant, il n’y a probablement eu aucune tentative pour apporter un changement permanent à la constitution de l’empire.
L'importance de la conscience de classe des électeurs est également démontrée par le fait que Frédéric de Saxe, qui venait d'être nommé électeur par le roi, rejoignit dans un premier temps l'association électorale. La solidarité avec les autres électeurs était apparemment plus grande que la gratitude envers le roi.
Cependant, Sigismond réussit à mettre à ses côtés Frédéric de Saxe et Albrecht d'Autriche. Cela a affaibli l’opposition électorale et provoqué la dissolution de l’association électorale. Lors d'une assemblée en 1427, seuls les électeurs rhénans étaient présents. Toutefois, cela ne signifie pas la fin de l’opposition électorale. Ils ne suivirent pas l'appel royal à Vienne en 1425. En 1426 au moins, les électeurs rhénans restèrent à l'écart et en 1429 on parla de renverser à nouveau le roi. Après le retour du roi dans l'empire en 1430 et le concile de Bâle, les relations entre roi et électeur commencent à changer.